# Bokenäs socken
Bokenäs socken i Bohuslän ingick i Lane härad, ingår sedan 1971 i Uddevalla kommun och motsvarar från 2016 Bokenäs distrikt.
Socknens areal är 50,67 kvadratkilometer, varav land 50,42. År 2000 fanns här 1 261 invånare. Sockenkyrkorna Bokenäs nya kyrka och Bokenäs gamla kyrka ligger i socknen.

## Administrativ historik
Bokenäs socken har medeltida ursprung. Ur socknen utbröts tidigt Dragsmarks socken. 
Vid kommunreformen 1862 övergick socknens ansvar för de kyrkliga frågorna till Bokenäs församling och för de borgerliga frågorna bildades Bokenäs landskommun. Landskommunen inkorporerades 1952 i Skaftö landskommun som upplöstes 1971 då denna del uppgick i Uddevalla kommun. Församlingen uppgick 2010 i Bokenäsets församling.
1 januari 2016 inrättades distriktet Bokenäs, med samma omfattning som församlingen hade 1999/2000.  
Socknen har tillhört samma fögderier och domsagor som Lane härad. De indelta soldaterna tillhörde Bohusläns regemente, Lane kompani och de indelta båtsmännen tillhörde 1:a Bohusläns båtsmanskompani.

## Geografi och natur

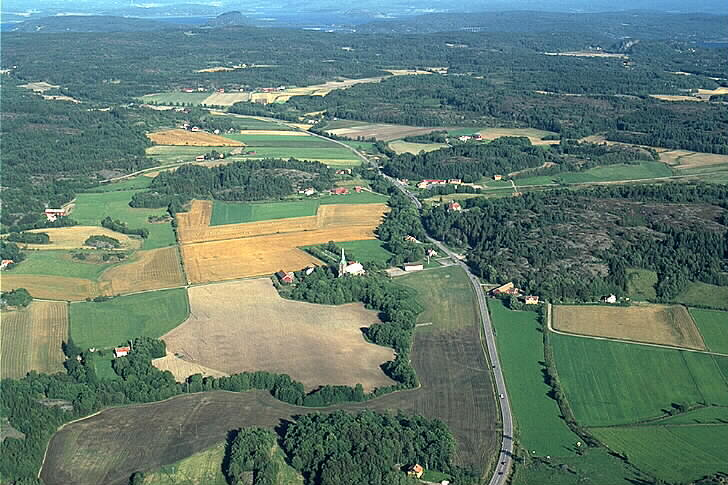
Flygbild över Bokenäs med Bokenäs nya kyrka i mitten.

Bokenäs socken ligger öster om Lysekil på Bokenäset med Gullmarsfjorden i nordväst och Havstensfjorden i söder. Socknens är kuperad med odlingsbygd i dalar mellan kala berg.
I socknen finns Bokenäs skola för årskurser mellan 0 och 6. Länsväg 161 går igenom socknen.
Socknen har två naturreservat: Kalvön och Svartedalen. Kalvön och Hjältön är de största öarna i Havstensfjorden. Gullmarn är ett naturvårdsområde som ingår i EU-nätverket Natura 2000 och delas med Dragsmarks och Skredsviks socknar i Uddevalla kommun, Skaftö, Lyse, Brastads, Lysekils och Bro socknar i Lysekils kommun, Morlanda socken i Orusts kommun och Foss socken i Munkedals kommun.
I Storehogen fanns förr ett gästgiveri.

## Fornlämningar
Boplatser och åtta stenkammargravar, varav en märklig gånggrift vid Berg, från stenåldern har påträffats. Från bronsåldern finns gravrösen. Från järnåldern finns några mindre gravfält.

## Befolkningsutveckling
Befolkningen ökade från 991 1810 till 1 738 1880 varefter den minskade till 648 1970 då den var som lägst under 1900-talet. Därefter ökade folkmängden på nytt till 1 178 1990.

## Namnet
Namnet skrevs 1317 Boknese och kommer från en nu försvunnen by vid kyrkan. I namnets efterled ingår näs och i dess förled ingår trädbeteckningen bok, efter riklig förekomst av detta träslag på näset och i området. Näset avser ett mindre näs vid kyrkan.

## Personer från bygden
- Felix Johansson, Juniorvärldsmästare 2008 i bugg, jitterbugg och Mixing Blues.
- Erik Segerstedt, artist, deltagare i Idol 2006 på TV 4, även medlem i EMD